# Resolució 777 del Consell de Seguretat de les Nacions Unides
La Resolució 777 del Consell de Seguretat de les Nacions Unides, fou adoptada el 19 de setembre de 1992. Reafirmant la Resolució 713 (1991) i diverses resolucions posteriors sobre l'assumpte, el Consell de Seguretat va considerar que la nació coneguda com a República Federal Socialista de Iugoslàvia havia deixat d'existir, notant que sota la resolució 757 (1992) el reclam de la República Federal de Iugoslàvia per "heretar" la representació iugoslava en l'ONU no era àmpliament acceptat. Per tant, es va determinar que la condició de membre iugoslava no podria continuar i que la República Federal de Iugoslàvia deixés de participar en l'Assemblea General i sol·licités ser membre de les Nacions Unides.
L'esborrany original de la resolució, proposat per Bèlgica, França, el Marroc, Regne Unit i Estats Units, especificava que la condició de membre iugoslava en les Nacions Unides havia d'extingir-se. No obstant això, aquesta part va ser modificada per així obtenir el suport de Rússia. Rússia i Xina van estar en contra de la idea d'excloure Iugoslàvia de les Nacions Unides, dient que el seu treball en altres òrgans de l'ONU no hauria de veure's afectat. Índia i Zimbàbue (aliats tradicionals de Iugoslàvia per mitjà del Moviment dels No Alineats) van dir que la resolució violava els articles 5 i 6 de la Carta de les Nacions Unides.
La resolució va ser aprovada per 12 vots a favor, cap en contra i 3 abstencions: Xina, Índia i Zimbabwe.
El 22 de setembre de 1992, la Assemblea General va donar suport a la resolució en aprovar la resolució 47/1, en el text de la qual va ser retirat el text que considerava que la República Federal Socialista de Iugoslàvia havia deixat d'existir. Entre 1992 i 2000, la Secretaria General de l'ONU va permetre que la missió iugoslava en l'ONU seguís operant i acreditant representants de la República Federal de Iugoslàvia, continuant el seu treball en diversos òrgans de les Nacions Unides.